# Esquema de Gilbert para Ulisses
Esse esquema para o romance Ulisses foi produzido por seu autor, James Joyce, em 1921 para ajudar seu amigo Stuart Gilbert a entender a estrutura fundamental do livro. Gilbert o publicou em 1930 em seu livro James Joyce's "Ulysses": A Study. A cópia original do esquema de Gilbert é mantido pelo Harley K. Croessmann Collection of James Joyce, na Southern Illinois University Carbondale.
| Título                | Cena                | Hora | Órgão              | Arte              | Cor           | Símbolo            | Técnica                     |
| --------------------- | ------------------- | ---- | ------------------ | ----------------- | ------------- | ------------------ | --------------------------- |
| 1. Telêmaco           | A Torre             | 8h   | -                  | Teologia          | Branco, Ouro  | Herdeiro           | Narrativa (jovem)           |
| 2. Nestor             | A Escola            | 10h  | -                  | História          | Marrom        | Cavalo             | Catecismo (pessoal)         |
| 3. Proteu             | A Praia             | 11h  | -                  | Filologia         | Verde         | Maré               | Monólogo (masculino)        |
| 4. Calipso            | A Casa              | 8h   | Rim                | Economia          | Laranja       | Ninfa              | Narrativa (madura)          |
| 5. Lotófagos          | O Banho             | 10h  | Genitais           | Botânica, Química | -             | Eucaristia         | Narcisismo                  |
| 6. Hades              | O Cemitério         | 11h  | Coração            | Religião          | Branco, Preto | Coveiro            | Incubismo                   |
| 7. Éolo               | O Jornal            | 12h  | Pulmões            | Retórica          | Vermelho      | Editor             | Entimemática                |
| 8. Lestrigões         | O Almoço            | 13h  | Esôfago            | Arquitetura       | -             | Policiais          | Peristáltica                |
| 9. Cila e Caribde     | A Biblioteca        | 14h  | Cérebro            | Literatura        | -             | Stratford, Londres | Dialética                   |
| 10. Rochedos Errantes | As Ruas             | 15h  | Sangue             | Mecânica          | -             | Cidadãos           | Labirinto                   |
| 11. Sereias           | A Sala de Concertos | 16h  | Ouvido             | Música            | -             | Garçonetes         | Fuga per canonem            |
| 12. Ciclope           | A Taverna           | 17h  | Músculo            | Política          | -             | Feniano            | Gigantismo                  |
| 13. Nausícaa          | As Pedras           | 20h  | Olho, Nariz        | Pintura           | Cinza, Azul   | Virgem             | Tumescência, detumescência  |
| 14. Gado do Sol       | O Hospital          | 22h  | Útero              | Medicina          | Branco        | Mães               | Desenvolvimento embrionário |
| 15. Circe             | O Bordel            | 0h   | Aparelho locomotor | Magia             | -             | Prostituta         | Alucinação                  |
| 16. Eumeu             | O Abrigo            | 1h   | Nervos             | Navegação         | -             | Marinheiros        | Narrativa (velha)           |
| 17. Ítaca             | A Casa              | 2h   | Esqueleto          | Ciência           | -             | Cometas            | Catecismo (impessoal)       |
| 18. Penélope          | A Cama              | -    | Carne              | -                 | -             | Terra              | Monólogo (feminino)         |